# Kaple Nanebevzetí Panny Marie (Praha-Košíře)
Kaple Nanebevzetí Panny Marie na Klamovce je barokní stavba ze 17. století a je tak nejstarší svatyní na území dnešní košířské farnosti. Současná podoba kaple je z roku 1752. Nachází se na rohu ulic Plzeňská a Podbělohorská poblíž hranice s pražskou čtvrtí Košíře, v dolní části areálu Klamovky.

## Historie

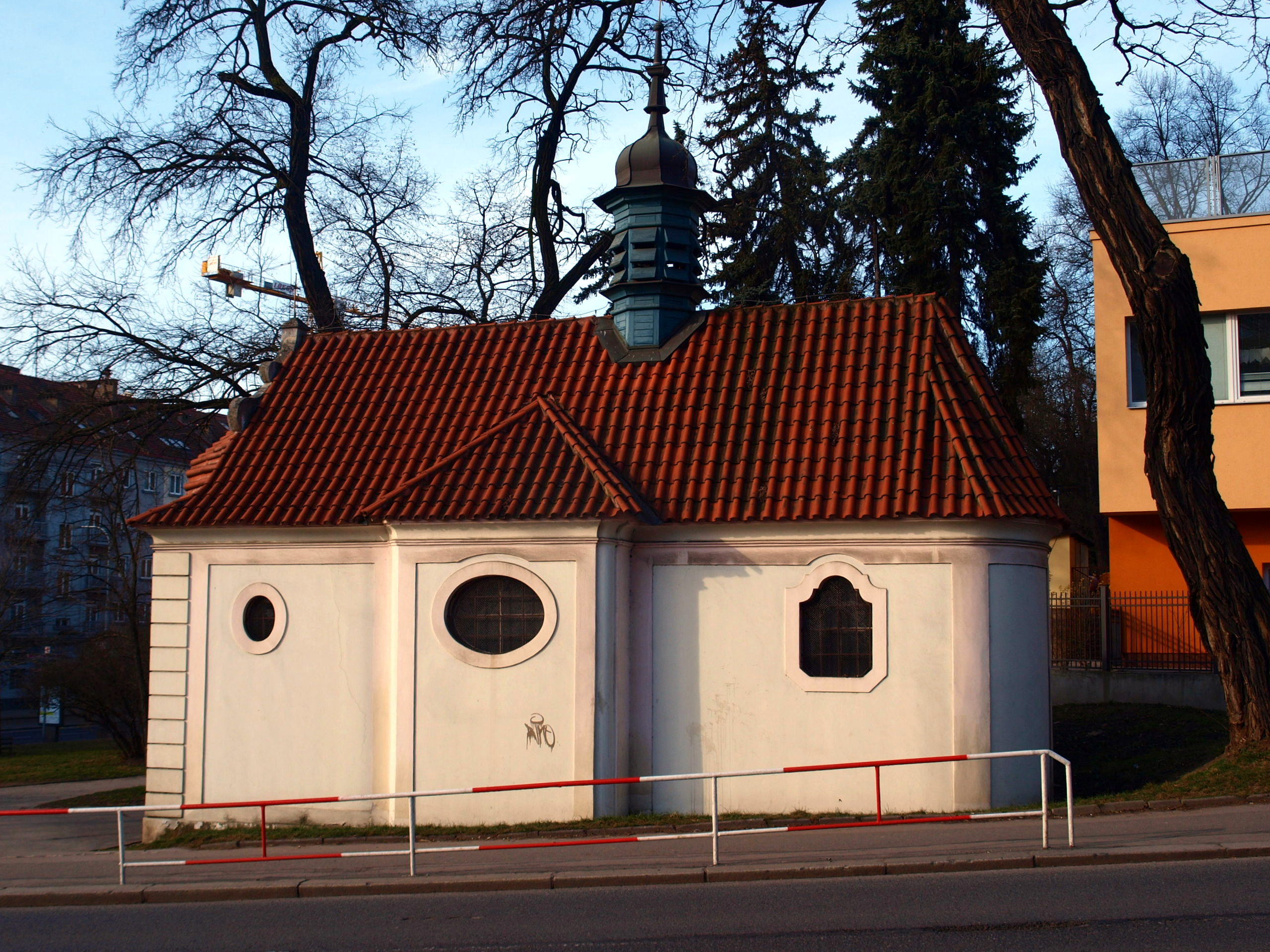
Boční pohled na kapličku

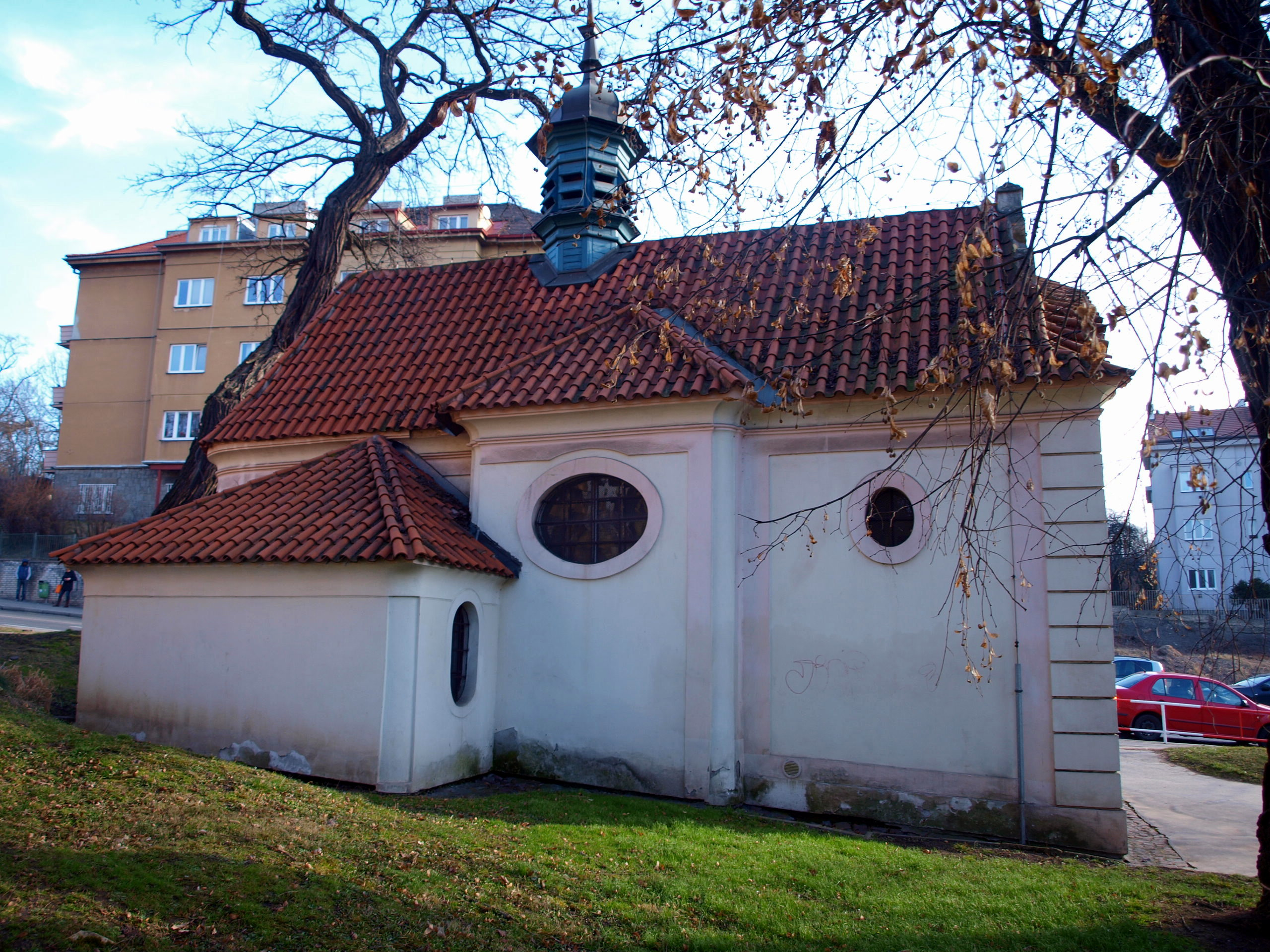

Původně kaplička sloužila místním obyvatelům, zejména vinařům, kteří v této oblasti hojně hospodařili, a to až do roku 1856, kdy byl vystavěn kostel Nejsvětější trojice při košířské farnosti. Ačkoli oblast byla již v té době poměrně hustě osídlena a počet obyvatelstva by již vyžadoval vznik nové farnosti, duchovní sem patrně dojížděli z okolních farností. Důvodem byl nedostatek katolického kněžstva v době po třicetileté válce, který neumožňoval zřízení nové farnosti ani farního kostela.
Od druhé poloviny 17. století až do zřízení farního kostela Nejsvětější Trojice se zde konaly poutě.
V roce 1968 sice proběhla oprava sousední Klamovky a náhrobku na Malostranském hřbitově, kaple však do těchto oprav nebyla zahrnuta. Ta byla restaurována z vnější i vnitřní části až v roce 1999 a dne 15. srpna, na den svátku Nanebevzetí Panny Marie, téhož roku byla kaple slavnostně otevřena.

## Architektura

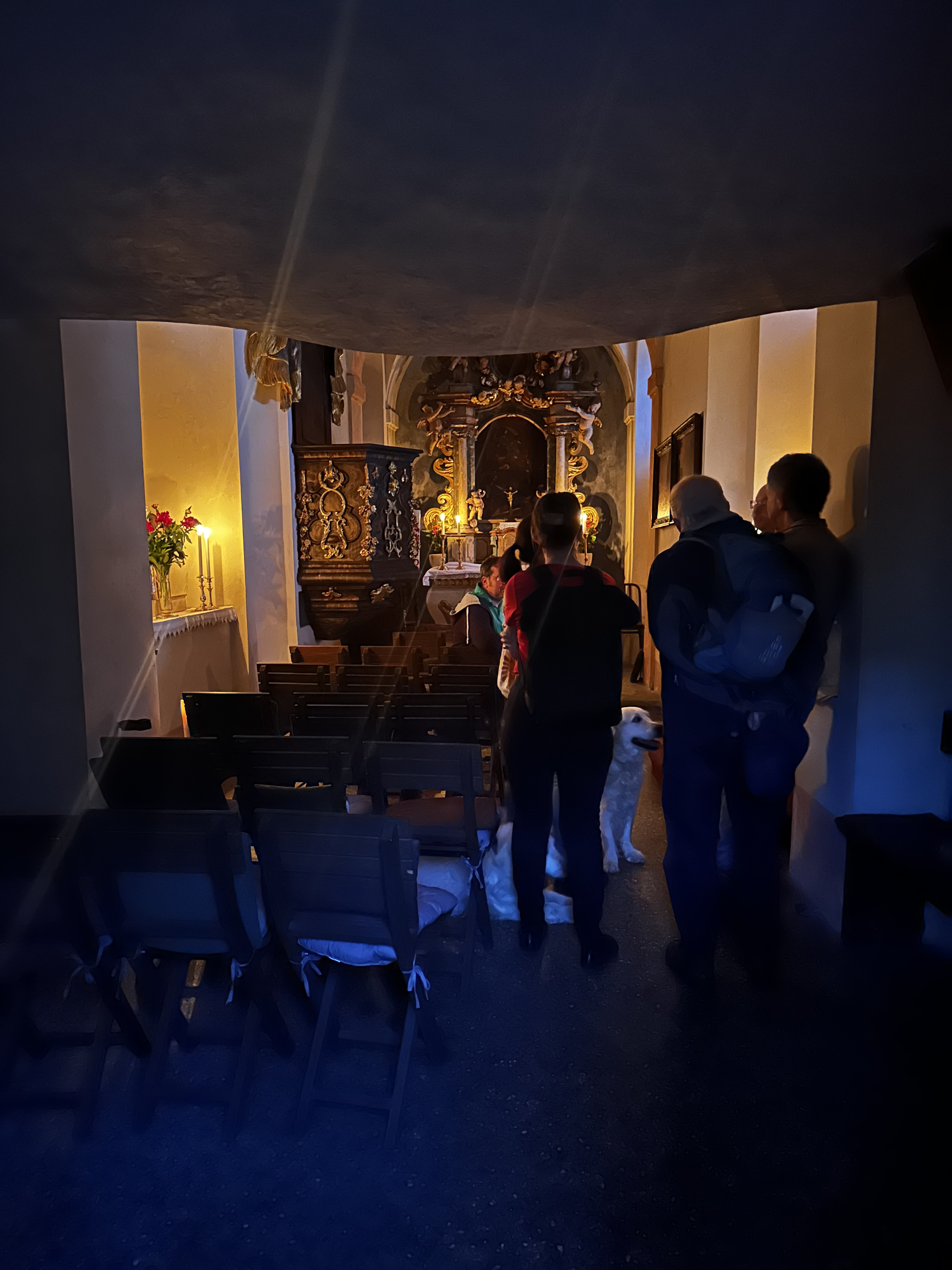
Interiér kaple (2024)

Na místě dnešní kaple stávala do roku 1752 malá kaplička, která byla rozšířena, tak, že celá původní stavba se stala kněžištěm nové kaple. Její půdorys je ve tvaru obdélníku, ukončený apsidou s malou sakristií.
Fasáda je členěna lizénovými rámci, průčelí ukončené štítem s projmutými křídly je zvýrazněno bosáží na rozích stavby. Vstup je rámován páskovou šambránou, nad ním je kasulové okno a ve štítu malé kruhové okénko. Ze sedlové prejzové střechy vystupuje drobná sanktusová věžička.

## Bohoslužby
Mše svaté bývají v kapli každé pondělí v 7.30 hod. ráno s výjimkou července a srpna.